# Quirites
Quirites fue el nombre dado a los ciudadanos de la Antigua Roma.  
En lengua latina, el uso el término combinado en la frase populus Romanus Quirites (o Quiritium) define al ciudadano individual en contraste con la comunidad. De ahí que Ius Quiritium en Derecho romano es la total ciudadanía romana. 
Posteriormente, el término perdió sus connotaciones militares, debidas a la concepción original del pueblo como un grupo de guerreros, y era aplicado —en ocasiones de forma peyorativa (cf. Tácito Anales, 42)— a los romanos en asuntos domésticos, reservándose el término Romani para los asuntos exteriores. Ahondando en el matiz peyorativo, en lengua inglesa el Oxford English Dictionary, citando a Varrón, menciona este término como el origen etimológico de la palabra llorar (cry) en dicha lengua. 
El origen del término es, en todo caso, oscuro. Plutarco, por ejemplo, lo enlaza con Cures, ciudad sabina de la que era natural Tacio (cf. Vidas Paralelas: Rómulo, IX.7).